# Curt Asker

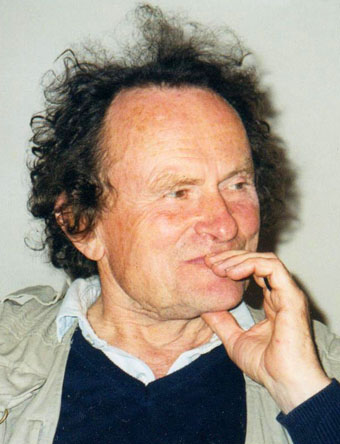
Curt Asker

Curt Asker, född 27 januari 1930 i Stockholm, död 11 november 2015 i Lacoste i Frankrike, var en svensk bildkonstnär och skulptör. 1980 blev han invald som ledamot i Kungliga Akademien för de fria konsterna. 
Curt Asker utbildade sig vid Académie Libre i Stockholm och på Kungliga Konsthögskolan i Stockholm (1950-1955). Under åren 1977-1978 var han professor på Kungliga Konsthögskolan, och 1980 blev han invald som ledamot i Kungliga Akademien för de fria konsterna.  Asker bosatte sig 1982 i Frankrike och bodde och verkade i Lacoste i Provence, i Paris, i Brantevik på Österlen samt i Stockholm. Han nämns ofta i samma andetag som konstnärerna Robert Smithson, Andy Goldworthy och Richard Long. Liksom dem arbetade Curt Asker med naturen som bas. 
Asker har haft många offentliga uppdrag och har fått stor uppmärksamhet och uppskattning både nationellt och internationellt – och hans verk har ställts ut över hela världen. 
Han är representerad vid bland annat Moderna Museet i Stockholm, Göteborgs konstmuseum, Malmö Museum, Musée Réattu i Arles och Kalmar konstmuseum samt i privata samlingar i Europa och USA. Vintern 2019 hölls utställningen "Curt Asker – retrospektiv" på Kungliga Konstakademien för de fria konsterna.
Asker har fått en rad utmärkelser. Bland annat Prins Eugenmedaljen (1988), Egron Lundgrens akvarellpris (2000) och Sandbergs akvarellpris (2014). 
År 1984 var han Sveriges representant på Biennalen i Venedig. 

Ur Curt Askers självbiografiska anteckningar:
”Jag har alltid haft tecknarens och målarens syn på rummets och ytans förvandlingar även när jag använt t ex himlen som underlag: använt rummet som vore det en yta”
”För mig har mina svävande teckningar och tidigare drakar varit en sorts redskap att se med. Samtidigt har jag ju hela tiden velat nå den punkt där verktyget och bilden av verktyget sammanfaller. Kanske är vår tids konst mer ett redskap att se med än en strävan efter ’murad’ slutgiltighet. En trampolin att hoppa från.”
Curt Asker var gift 1956–1982 med Birgitta Nygren, som var dotter till Ingemar Nygren, och från 1986 med konstnären Lotti Ringström (född 1942).

## Recensioner
1. https://kunstkritikk.se/fordrojningsmaskiner/
2. https://www.svd.se/curt-askers-konst-ar-ett-uppror-mot-gravitationskraften
3. https://www.dn.se/kultur-noje/konstrecensioner/curt-asker-synliggjorde-luften/